# Wilhelm Brenna
Wilhelm Brenna (né le 8 octobre 1979) est un sauteur à ski norvégien.

## Coupe du Monde
- Meilleur classement final: 57e en 1997.
- Meilleur résultat: 13e.

## Coupe Continentale
- 3e en 1999.